# Натурално производство
Натуралното производство е примитивен тип стопанство, при което производството е насочено към удовлетворяване само на собствените потребности (без продажба). Всичко необходимо се произвежда вътре в стопанската единица, при което не възниква потребност от пазар.
Главни черта на натуралното стопанство е отсъствието на разделение на труда, изолиране от външния свят; самообезпечаване със средства за производство и работна сила, възможност за удовлетворяване на всички или повечето потребности за сметка на собствените ресурси.
Развитието на производителните сили на обществото и общественото разделение на труда обективно подготвят условията за замяна на натуралното стопанство с пазарно, в което се осъщесвява специализация на производителите по изготвянето на каквито и да са стоки.

## История

### Древни философи привърженици на натуралното стопанство
- Ксенофонт е поддържал производството за лично потребление, а не за обществото. Той предлагал да се избягва развитието на търговията и особено едрата търговия, смятайки, че така ще се стабилизира икономиката. Изхождал е от аристократичната позиция, и е защитавал паричното обогатяване - Ксенофонт е разбирал парите като средство за натрупване на богатство. Изказвал се в интерес на земевладелците (домашните стопанства). Разглежда разделението на труда от гледна точка на полезността. [1]
- Платон е поддържал натуралното стопанство и е против парично-разменното стопанство. Платон съставя програма за стабилизация на икономиката. Икономическите му възгледи са развити в „Учение за идеалната държава“, „Държавата“, „Закони“. [1]
- Аристотел е бил привърженик на натуралното стопанство. Според него целта на всяко такова стопанство е да се избегнат двете крайности – натрупването на несметни богатства и мизерията. [1]

### Феодализъм и робовладелчески строй
През робовладелския строй и при феодализма натуралното стопанство остава преобладаващо, независимо от развитието на обмена и стоково-паричните отношения.

### 20 век

#### Постколониални държави
Натуральното стопанство до днешно време се е запазило в икономически изостанали райони на земното кълбо (Азия, Африка, Латинска Америка), където до колонизацията им от европейците господствали първобитни или феодални отношения. В страните, освободили се от колониална зависимост в средата на XX век 50—60% от населението е било заето в натуралното или полунатуралното стопанство.

#### Преходни икономики
Като цяло полу-натуралното земеделие е характерно при комунизма в България, където земеделко производство не се е разрешавало извън личните нужди (за задоволяване на личните нужди) и ТКЗС-тата, този тип земеделие засилва своето значение в преходните икономики като цяло в Източна и Централна Европа, заедно с появата наново на натурално земеделие след 1990 .